# Hogna radiata minor
Hogna radiata là một phân loài nhện trong họ Lycosidae.
Loài này thuộc chi Hogna. Hogna radiata minor được Eugène Simon miêu tả năm 1876.

## Hình ảnh

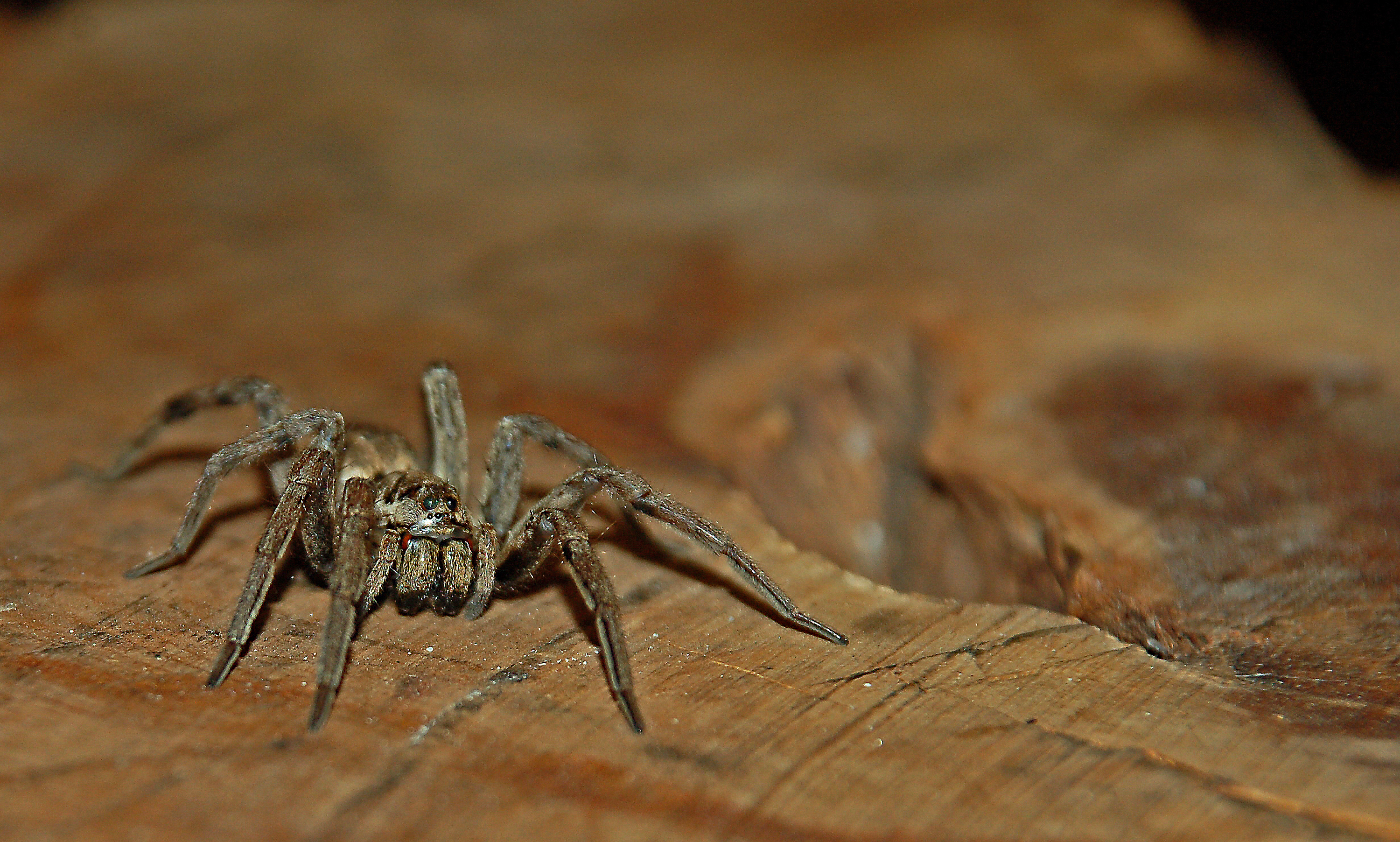
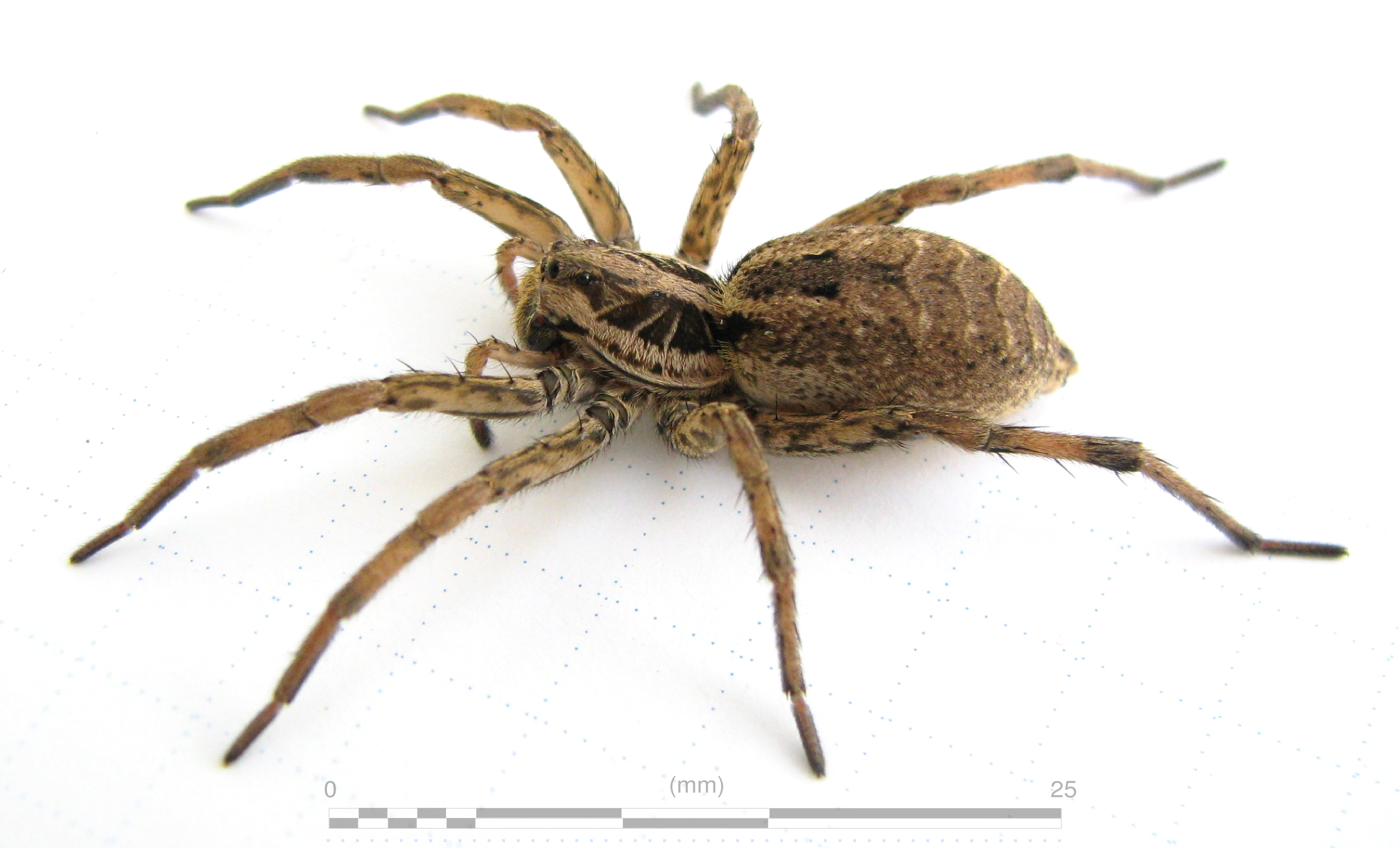
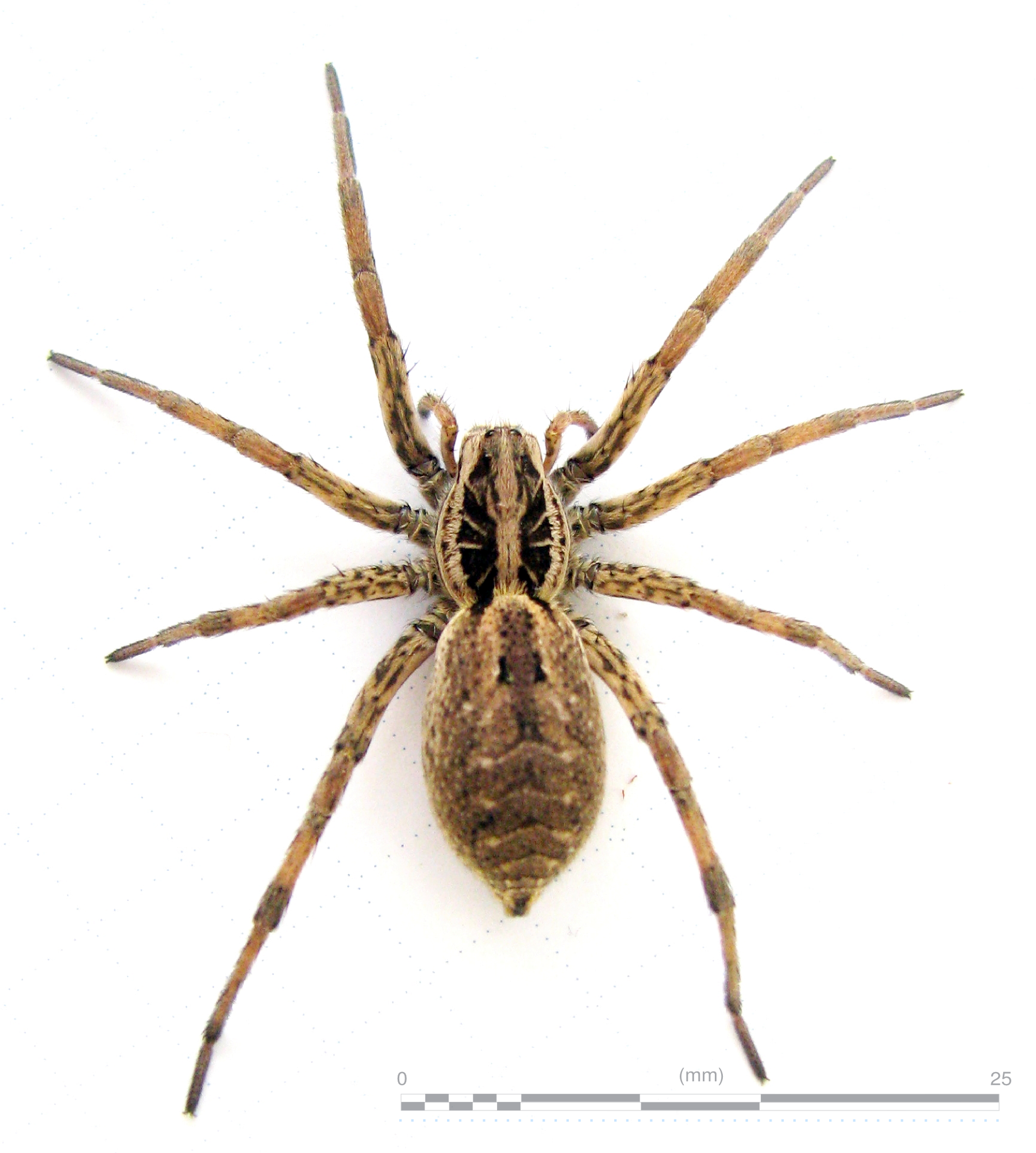
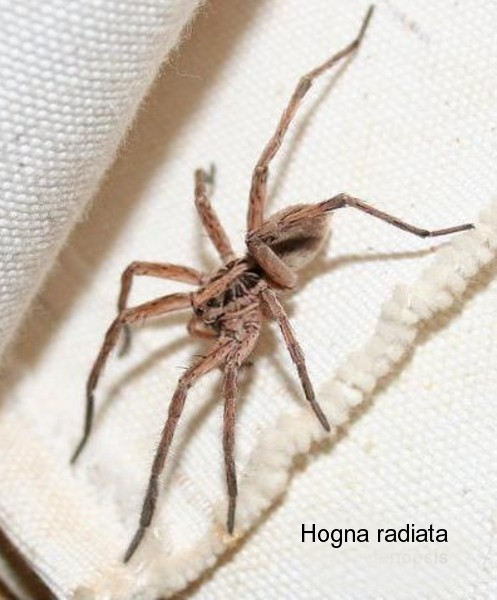